# Denis Hamlett
Denis Hamlett, né le 9 janvier 1969 à Puerto Limón, Costa Rica, est un joueur devenu entraîneur de soccer costaricien. Il est le directeur sportif des Red Bulls de New York depuis 2017.

## Carrière

### Carrière de joueur
Hamlett est repêché au 12e rang lors du repêchage inaugural de la Major League Soccer en 1996. Il est nommé meilleur défenseur de la ligue cette année-là.
Hamlett arrête sa carrière de joueur l'année suivante à seulement 28 ans à la suite d'un accident vasculaire cérébral en raison d’une déficience en protéines sanguines.

### Carrière d'entraîneur
Le 7 janvier 2012, Hamlett est nommé adjoint de Jesse Marsch, le premier entraineur de l'Impact de Montréal en MLS pour la saison 2012. Il quitte l'Impact après une seule saison à la suite de la rupture de contrat de Jesse Marsch et l'arrivée de Marco Schällibaum.
En février 2017, il devient directeur sportif des Red Bulls de New York. Son contrat est prolongé en juin 2018.

## Palmarès

### Palmarès de joueur
- Meilleur défenseur de la MLS : 1996

### Palmarès d'entraîneur-adjoint
- MLS Cup : 1998
- MLS Supporters' Shield : 2003
- Coupe des États-Unis : 1998, 2000, 2003, 2006